# کرتمه (گوینوجک)
کرتمه (به ترکی استانبولی: Kertme) یک منطقهٔ مسکونی در ترکیه است که در گوینوجک واقع شده‌است.